# Distrito de Mongomo
Mongomo  es un distrito de Guinea Ecuatorial, en la parte noreste de la provincia Wele-Nzas, en la región continental del país. La capital del distrito es Mongomo. El censo de 1994 mostraba 23 756 habitantes en el mismo.
El distrito de Mongomo abarca los municipios de Mongomo, Mengomeyén y Nzangayong junto con 56 consejos de poblados (aldeas o pequeñas villas). Entre éstas, se encuentra la de Acoacán, lugar de nacimiento del presidente Teodoro Obiang.